# アイルランド貴族代表議員の一覧
本項はアイルランド貴族代表議員の一覧（アイルランドきぞくだいひょうぎいんのいちらん）。グレートブリテン及びアイルランド連合王国の成立以降、連合王国議会では1800年合同法第8条に基づきアイルランド貴族代表議員28名をアイルランド貴族から選出している。
アイルランド貴族代表議員の任期は終身制であり、破産で失職した第3代アシュタウン男爵を除き全員が死去するまで議員を務めた。空位が生じた場合は補欠選挙が行われた。最初の選挙は1800年8月2日にアイルランド貴族院で行われ、議員28名が選出された。最後の補欠選挙は1919年に行われた。また1908年11月4日の補欠選挙では第3代アシュタウン男爵と第11代ファーナム男爵の得票数が同じであり、合同法第8条に基づきくじ引きで第3代アシュタウン男爵が当選した。
1922年にアイルランド自由国が成立すると補欠選挙が行われなくなり、1961年に存命だった最後のアイルランド貴族代表議員第4代キルモリー伯爵が死去し、1966年11月24日には貴族院が「1922年アイルランド自由国(合意)法によりアイルランド貴族代表議員選挙に関する条項が失効した」とする特権委員会の報告を受け入れた。

## 一覧
| 議員                                                                        | 当選日         | 退任日         | 備考                                                                       | 出典   |
| --------------------------------------------------------------------------- | -------------- | -------------- | -------------------------------------------------------------------------- | ------ |
| 初代ロスモア男爵ロバート・カニンガム                                        | 1800年8月2日   | 1801年8月6日   |                                                                            | [ 5 ]  |
| 初代リートリム伯爵ロバート・クレメンツ                                      | 1800年8月2日   | 1804年7月27日  |                                                                            | [ 6 ]  |
| 初代デザート伯爵オトウェイ・カフ                                            | 1800年8月2日   | 1804年8月9日   |                                                                            | [ 7 ]  |
| 初代ランダフ伯爵フランシス・マシュー                                        | 1800年8月2日   | 1806年7月30日  |                                                                            | [ 8 ]  |
| 初代オクスマントン子爵ローレンス・パーソンズ                                | 1800年8月2日   | 1807年4月20日  | 1806年2月3日、ロス伯爵に昇叙                                               | [ 9 ]  |
| 第13代クランリカード伯爵ジョン・ド・バーグ                                  | 1800年8月2日   | 1808年7月27日  |                                                                            | [ 10 ] |
| 第3代アルタモント伯爵ジョン・ブラウン                                       | 1800年8月2日   | 1809年1月2日   | 1800年12月29日、スライゴ侯爵に昇叙                                         | [ 4 ]  |
| 初代サマートン男爵チャールズ・エイガー                                      | 1800年8月2日   | 1809年7月14日  | 1800年12月30日、サマートン子爵に昇叙。1806年2月4日、ノーマントン伯爵に昇叙 | [ 5 ]  |
| 初代ロングヴィル男爵リチャード・ロングフィールド                            | 1800年8月2日   | 1811年5月23日  | 1800年12月29日、ロングヴィル子爵に昇叙                                     | [ 6 ]  |
| 第7代ウェストミーズ伯爵ジョージ・ニュージェント                             | 1800年8月2日   | 1814年12月30日 |                                                                            | [ 5 ]  |
| 第2代グランドア伯爵ジョン・クロスビー                                       | 1800年8月2日   | 1815年10月23日 |                                                                            | [ 11 ] |
| 第2代ウィックロー子爵ロバート・ハワード                                     | 1800年8月2日   | 1815年10月23日 | 1807年3月7日、爵位継承で第2代ウィックロー伯爵に                            | [ 12 ] |
| 初代カラン男爵ジョージ・エイガー                                            | 1800年8月2日   | 1815年10月29日 |                                                                            | [ 13 ] |
| 初代ノースランド子爵トマス・ノックス                                        | 1800年8月2日   | 1818年11月5日  |                                                                            | [ 14 ] |
| 第10代ケア男爵リチャード・バトラー                                          | 1800年8月2日   | 1819年1月30日  | 1816年1月22日、グレンゴール伯爵に昇叙                                      | [ 15 ] |
| 第2代ローデン伯爵ロバート・ジョスリン                                       | 1800年8月2日   | 1820年6月29日  |                                                                            | [ 9 ]  |
| 初代ロンドンデリー伯爵ロバート・ステュアート                                | 1800年8月2日   | 1821年4月6日   | 1816年1月13日、ロンドンデリー侯爵に昇叙                                    | [ 6 ]  |
| 初代ティローリー男爵ジェームズ・カフ                                        | 1800年8月2日   | 1821年6月15日  |                                                                            | [ 5 ]  |
| 初代ドナウモア子爵リチャード・ヒーリー＝ハッチンソン                        | 1800年8月2日   | 1825年8月22日  | 1800年12月31日、ドナウモア伯爵に昇叙                                       | [ 7 ]  |
| 初代カールトン子爵ヒュー・カールトン                                        | 1800年8月2日   | 1826年2月25日  |                                                                            | [ 13 ] |
| 初代アーン伯爵ジョン・クライトン                                            | 1800年8月2日   | 1828年9月15日  |                                                                            | [ 16 ] |
| 第2代ベクティヴ伯爵トマス・テイラー                                         | 1800年8月2日   | 1829年10月24日 | 1800年12月30日、ヘッドフォート侯爵に昇叙                                   | [ 15 ] |
| 初代バンドン子爵フランシス・バーナード                                      | 1800年8月2日   | 1830年11月26日 | 1800年8月29日、バンドン伯爵に昇叙                                          | [ 4 ]  |
| 初代カニンガム伯爵ヘンリー・カニンガム                                      | 1800年8月2日   | 1832年12月28日 | 1816年1月15日、カニンガム侯爵に昇叙                                        | [ 10 ] |
| 第2代ロングフォード伯爵トマス・パケナム                                     | 1800年8月2日   | 1835年5月24日  |                                                                            | [ 6 ]  |
| 第2代ルーカン伯爵リチャード・ビンガム                                       | 1800年8月2日   | 1839年6月30日  |                                                                            | [ 6 ]  |
| 第2代オニール子爵チャールズ・オニール                                       | 1800年8月2日   | 1841年3月25日  | 1800年8月、オニール伯爵に昇叙                                              | [ 14 ] |
| 第2代グレントワース男爵エドモンド・ペリー                                   | 1800年8月2日   | 1844年12月7日  | 1800年12月29日、リムリック子爵に昇叙。1803年1月1日、リムリック伯爵に昇叙   | [ 11 ] |
| 初代チャールヴィル子爵チャールズ・ベリー                                    | 1801年11月2日  | 1835年10月31日 | 1806年2月16日、チャールヴィル伯爵に昇叙                                    | [ 10 ] |
| 第2代エニスキレン伯爵ジョン・コール                                         | 1804年10月13日 | 1840年3月31日  |                                                                            | [ 16 ] |
| 第2代カリドン伯爵デュ・プレ・アレグザンダー                                 | 1804年11月26日 | 1839年4月8日   |                                                                            | [ 15 ] |
| 第2代チャールモント伯爵フランシス・コールフィールド                         | 1806年12月12日 | 1863年12月26日 |                                                                            | [ 13 ] |
| 第3代キングストン伯爵ジョージ・キング                                       | 1807年7月11日  | 1839年10月18日 |                                                                            | [ 8 ]  |
| 第2代クランカーティ伯爵リチャード・トレンチ                                 | 1808年12月16日 | 1837年11月24日 |                                                                            | [ 10 ] |
| 第2代マウントジョイ子爵チャールズ・ガーディナー                             | 1809年4月15日  | 1829年5月25日  | 1816年1月12日、ブレッシントン伯爵に昇叙                                    | [ 14 ] |
| 第2代ロス伯爵ローレンス・パーソンズ                                         | 1809年10月22日 | 1841年2月24日  |                                                                            | [ 9 ]  |
| 第2代ゴスフォード伯爵アーチボルド・アチソン                                 | 1811年8月19日  | 1849年3月27日  |                                                                            | [ 11 ] |
| 第2代マウント・ケッシェル伯爵スティーブン・ムーア                           | 1815年3月24日  | 1822年10月27日 |                                                                            | [ 14 ] |
| 第2代ファーナム伯爵ジョン・マクスウェル                                     | 1816年3月2日   | 1823年7月23日  |                                                                            | [ 16 ] |
| 第2代トモンド侯爵ウィリアム・オブライエン                                   | 1816年3月2日   | 1846年8月21日  |                                                                            | [ 5 ]  |
| 第4代メイヨー伯爵ジョン・バーク                                             | 1816年3月2日   | 1849年5月23日  |                                                                            | [ 14 ] |
| 第3代キャリック伯爵サマセット・バトラー                                     | 1819年3月13日  | 1838年2月4日   |                                                                            | [ 13 ] |
| 第2代ベルモア伯爵サマセット・ロリー＝コリー                                 | 1819年5月5日   | 1841年4月18日  |                                                                            | [ 15 ] |
| 第2代ダファリン＝クランボイ男爵ジェームズ・ブラックウッド                   | 1820年10月7日  | 1836年8月8日   |                                                                            | [ 17 ] |
| 第5代ポーズコート子爵リチャード・ウィンフィールド                           | 1821年8月3日   | 1823年8月9日   |                                                                            | [ 9 ]  |
| 第4代ウィックロー伯爵ウィリアム・フォワード                                 | 1821年11月10日 | 1869年3月22日  |                                                                            | [ 12 ] |
| 初代ロートン子爵ロバート・キング                                            | 1823年2月8日   | 1854年11月20日 |                                                                            | [ 6 ]  |
| 第2代ゴート子爵チャールズ・ヴェレカー                                       | 1824年1月30日  | 1842年11月11日 |                                                                            | [ 11 ] |
| 第6代カーベリー男爵ジョン・エヴァンス＝フリーク                             | 1824年1月30日  | 1845年5月12日  |                                                                            | [ 13 ] |
| 第5代ファーナム男爵ジョン・マクスウェル＝バリー                             | 1825年12月17日 | 1838年9月20日  |                                                                            | [ 16 ] |
| 第3代マウント・ケッシェル伯爵スティーブン・ムーア                           | 1826年7月1日   | 1883年10月10日 |                                                                            | [ 14 ] |
| 第2代ダナリー男爵ヘンリー・プリティー                                       | 1828年12月19日 | 1854年10月19日 |                                                                            | [ 17 ] |
| 第2代グレンゴール伯爵リチャード・バトラー                                   | 1829年9月1日   | 1858年6月22日  |                                                                            | [ 11 ] |
| 第3代ドナラル子爵ヘイズ・セント・レジャー                                   | 1830年3月15日  | 1854年3月27日  |                                                                            | [ 7 ]  |
| 初代ウェストミーズ侯爵ジョージ・ニュージェント                              | 1831年2月26日  | 1871年5月5日   |                                                                            | [ 5 ]  |
| 第2代ダウンズ男爵ユリシーズ・バーグ                                         | 1833年3月30日  | 1863年7月26日  |                                                                            | [ 17 ] |
| 第2代バンドン伯爵ジェームズ・バーナード                                     | 1835年7月31日  | 1856年10月31日 |                                                                            | [ 4 ]  |
| 第14代ダンセイニ男爵エドワード・プランケット                                | 1836年1月18日  | 1848年12月11日 |                                                                            | [ 17 ] |
| 第3代ハワーデン子爵コーンウォリス・モード                                   | 1836年10月31日 | 1856年10月12日 |                                                                            | [ 11 ] |
| 第3代クロンブロック男爵ロバート・ディロン                                   | 1838年2月20日  | 1893年12月4日  |                                                                            | [ 10 ] |
| 第2代チャールヴィル伯爵チャールズ・ベリー                                   | 1838年4月13日  | 1851年7月14日  |                                                                            | [ 10 ] |
| 第2代ド・ヴェシー子爵ジョン・ヴィジー                                       | 1839年1月19日  | 1855年10月19日 |                                                                            | [ 7 ]  |
| 第7代ファーナム男爵ヘンリー・マクスウェル                                   | 1839年7月2日   | 1868年8月20日  |                                                                            | [ 16 ] |
| 第2代ダンレイヴン＝マウント・アール伯爵ウィンダム・クィン                   | 1839年9月21日  | 1850年8月6日   |                                                                            | [ 17 ] |
| 第2代クロフトン男爵エドワード・クロフトン                                   | 1840年1月21日  | 1869年12月27日 |                                                                            | [ 10 ] |
| 第3代ルーカン伯爵ジョージ・ビンガム                                         | 1840年6月22日  | 1888年11月10日 |                                                                            | [ 6 ]  |
| 第3代カリドン伯爵ジェームズ・アレグザンダー                                 | 1841年5月8日   | 1855年6月30日  |                                                                            | [ 15 ] |
| 第12代ブレイニー男爵キャドワラダー・ブレイニー                              | 1841年6月12日  | 1874年1月18日  |                                                                            | [ 15 ] |
| 第3代カースルメイン男爵リチャード・ハンドコック                             | 1841年7月6日   | 1869年7月4日   |                                                                            | [ 13 ] |
| 第3代オニール子爵ジョン・オニール                                           | 1843年1月31日  | 1855年2月12日  |                                                                            | [ 9 ]  |
| 第3代ロス伯爵ウィリアム・パーソンズ                                         | 1845年2月24日  | 1867年10月31日 |                                                                            | [ 5 ]  |
| 第3代アーン伯爵ジョン・クライトン                                           | 1845年7月24日  | 1885年10月3日  |                                                                            | [ 16 ] |
| 第3代デザート伯爵ジョン・カフ                                               | 1846年12月11日 | 1865年4月1日   |                                                                            | [ 7 ]  |
| 第3代クラリナ男爵エア・マッシー                                             | 1849年4月16日  | 1872年11月18日 |                                                                            | [ 10 ] |
| 第3代キルメイン男爵ジョン・ブラウン                                         | 1849年6月22日  | 1873年1月13日  |                                                                            | [ 8 ]  |
| 第5代レインズバラ伯爵ジョージ・バトラー＝ダンヴァース                       | 1849年8月14日  | 1866年7月7日   |                                                                            | [ 8 ]  |
| 第15代ダンセイニ男爵ランダル・プランケット                                  | 1850年11月19日 | 1852年4月7日   |                                                                            | [ 16 ] |
| 第2代ダンサンドル＝クランコナル男爵デニス・デイリー                         | 1851年9月23日  | 1893年1月11日  |                                                                            | [ 17 ] |
| 第5代メイヨー伯爵ロバート・バーク                                           | 1852年6月22日  | 1867年8月12日  |                                                                            | [ 14 ] |
| 第2代バントリー伯爵リチャード・ホワイト                                     | 1854年7月1日   | 1868年7月16日  |                                                                            | [ 15 ] |
| 第4代バンガー子爵エドワード・ウォード                                       | 1855年1月9日   | 1881年9月14日  |                                                                            | [ 4 ]  |
| 第4代ドナラル子爵ヘイズ・セント・レジャー                                   | 1855年5月2日   | 1887年8月26日  |                                                                            | [ 7 ]  |
| 第3代ダンガノン子爵マーク・トレヴァー                                       | 1855年9月11日  | 1862年8月11日  |                                                                            | [ 17 ] |
| 第3代ポータリントン伯爵ヘンリー・ドーソン＝デイマー                         | 1855年10月24日 | 1889年3月1日   |                                                                            | [ 9 ]  |
| 第4代リフォード子爵ジェームズ・ヒューイット                                 | 1856年1月23日  | 1887年11月20日 |                                                                            | [ 6 ]  |
| 第3代ド・ヴェシー子爵トマス・ヴィジー                                       | 1857年1月10日  | 1875年12月23日 |                                                                            | [ 7 ]  |
| 第4代ベルモア伯爵サマセット・ロリー＝コリー                                 | 1857年1月13日  | 1913年4月6日   |                                                                            | [ 15 ] |
| 第3代バンドン伯爵フランシス・バーナード                                     | 1858年8月21日  | 1877年2月17日  |                                                                            | [ 4 ]  |
| 第4代ハワーデン子爵コーンウォリス・モード                                   | 1862年12月2日  | 1905年1月9日   |                                                                            | [ 11 ] |
| 第13代インチクィン男爵ルーシャス・オブライエン                              | 1863年10月20日 | 1872年3月22日  |                                                                            | [ 11 ] |
| 第16代ダンセイニ男爵エドワード・プランケット                                | 1864年3月8日   | 1889年2月22日  |                                                                            | [ 16 ] |
| 第3代ゴート子爵ジョン・ヴェレカー                                           | 1865年6月13日  | 1865年10月20日 |                                                                            | [ 11 ] |
| 第7代ポーズコート子爵マーヴィン・ウィンフィールド                           | 1865年12月26日 | 1904年6月5日   |                                                                            | [ 9 ]  |
| 第3代テンプルトン子爵ジョージ・アップトン                                   | 1866年9月14日  | 1890年1月4日   |                                                                            | [ 5 ]  |
| 第4代アンズリー伯爵ウィリアム・アンズリー                                   | 1867年10月15日 | 1874年8月10日  |                                                                            | [ 4 ]  |
| 第14代ダンボイン男爵セオバルド・バトラー                                    | 1868年1月11日  | 1881年3月22日  |                                                                            | [ 17 ] |
| 第3代ヘッドリー男爵チャールズ・アランソン＝ウィン                           | 1868年9月28日  | 1877年7月30日  |                                                                            | [ 11 ] |
| 第4代ロス伯爵ローレンス・パーソンズ                                         | 1868年12月22日 | 1908年8月29日  |                                                                            | [ 5 ]  |
| 第3代バントリー伯爵ウィリアム・ヘッジス＝ホワイト                           | 1869年7月6日   | 1884年1月15日  |                                                                            | [ 15 ] |
| 第2代オランモア＝ブラウン男爵ジェフリー・ガスリー＝ブラウン                 | 1869年9月6日   | 1900年11月15日 |                                                                            | [ 9 ]  |
| 第6代レインズバラ伯爵ジョン・バトラー                                       | 1870年4月5日   | 1905年9月12日  |                                                                            | [ 6 ]  |
| 第4代ヴェントリー男爵デイロールズ・イヴリー＝ド＝モリンズ                   | 1871年7月10日  | 1914年2月8日   |                                                                            | [ 5 ]  |
| 第5代ウィックロー伯爵チャールズ・ハワード                                   | 1872年6月19日  | 1881年6月20日  |                                                                            | [ 12 ] |
| 第3代クロフトン男爵エドワード・クロフトン                                   | 1873年2月11日  | 1912年9月22日  |                                                                            | [ 10 ] |
| 第14代インチクィン男爵エドワード・オブライエン                              | 1873年4月5日   | 1900年4月9日   |                                                                            | [ 8 ]  |
| 第4代カースルメイン男爵リチャード・ハンドコック                             | 1874年5月9日   | 1892年4月26日  |                                                                            | [ 13 ] |
| 第4代クロンメル伯爵ジョン・スコット                                         | 1874年11月10日 | 1891年6月22日  |                                                                            | [ 10 ] |
| 第6代マッシー男爵ジョン・マッシー                                           | 1876年3月14日  | 1915年11月28日 |                                                                            | [ 14 ] |
| 第5代アンズリー伯爵ヒュー・アンズリー                                       | 1877年4月28日  | 1908年12月15日 |                                                                            | [ 4 ]  |
| 第4代カリドン伯爵ジェームズ・アレグザンダー                                 | 1877年10月30日 | 1898年4月27日  |                                                                            | [ 13 ] |
| 第4代バンドン伯爵ジェームズ・バーナード                                     | 1881年6月6日   | 1924年5月18日  |                                                                            | [ 4 ]  |
| 第6代ミルタウン伯爵エドワード・リーソン                                     | 1881年8月23日  | 1890年5月30日  |                                                                            | [ 14 ] |
| 第3代キルモリー伯爵フランシス・ニーダム                                     | 1881年12月31日 | 1915年7月28日  |                                                                            | [ 8 ]  |
| 第4代ヘッドリー男爵チャールズ・アランソン＝ウィン                           | 1883年12月20日 | 1913年1月13日  |                                                                            | [ 11 ] |
| 第4代ラングフォード男爵ハーキュリーズ・ローリー                             | 1884年3月14日  | 1919年10月29日 |                                                                            | [ 6 ]  |
| 第5代バンガー子爵ヘンリー・ウォード                                         | 1886年1月12日  | 1911年2月23日  |                                                                            | [ 4 ]  |
| 第8代キングストン伯爵ヘンリー・キング＝テニソン                             | 1887年10月24日 | 1896年1月13日  |                                                                            | [ 8 ]  |
| 第6代ウィックロー伯爵セシル・ハワード                                       | 1888年1月23日  | 1891年7月24日  |                                                                            | [ 12 ] |
| 第4代クラリナ男爵エア・マッシー                                             | 1888年12月31日 | 1897年12月16日 |                                                                            | [ 10 ] |
| 第2代ラスドネル男爵トマス・マクリントック＝バンベリー                       | 1889年4月8日   | 1929年5月22日  |                                                                            | [ 9 ]  |
| 第4代ルーカン伯爵チャールズ・ビンガム                                       | 1889年4月19日  | 1914年6月5日   |                                                                            | [ 6 ]  |
| 第4代キルメイン男爵フランシス・ブラウン                                     | 1890年2月21日  | 1907年11月9日  |                                                                            | [ 8 ]  |
| 第7代メイヨー伯爵ダーモット・バーク                                         | 1890年7月14日  | 1927年12月31日 |                                                                            | [ 14 ] |
| 第8代カーベリー男爵ウィリアム・エヴァンス＝フリーク                         | 1891年8月3日   | 1894年11月7日  |                                                                            | [ 13 ] |
| 第4代ダナリー男爵ヘンリー・プリティー                                       | 1891年10月9日  | 1927年8月5日   |                                                                            | [ 17 ] |
| 第4代マスケリー男爵ハミルトン・ディーン＝モーガン                           | 1892年6月13日  | 1929年6月9日   |                                                                            | [ 14 ] |
| 第17代ダンセイニ男爵ジョン・プランケット                                    | 1893年3月6日   | 1899年1月16日  |                                                                            | [ 16 ] |
| 第4代テンプルトン子爵ヘンリー・アップトン                                   | 1894年1月29日  | 1939年9月30日  |                                                                            | [ 5 ]  |
| 第4代クロンブロック男爵ルーク・ディロン                                     | 1895年1月21日  | 1917年5月12日  |                                                                            | [ 10 ] |
| 第5代ポータリントン伯爵ジョージ・ドーソン＝デイマー                         | 1896年3月20日  | 1900年8月31日  |                                                                            | [ 9 ]  |
| 第5代カースルメイン男爵アルバート・ハンドコック                             | 1898年3月7日   | 1937年7月6日   |                                                                            | [ 13 ] |
| 第10代ファーナム男爵サマセット・マクスウェル                                | 1898年7月22日  | 1900年11月22日 |                                                                            | [ 16 ] |
| 第9代ドロヘダ伯爵ポンソンビー・ムーア                                       | 1899年3月31日  | 1908年10月28日 |                                                                            | [ 17 ] |
| 第3代フランクフォート・ド・モンモランシー子爵レイモンド・ド・モンモランシー | 1900年6月5日   | 1902年5月7日   |                                                                            | [ 16 ] |
| 第15代インチクィン男爵ルーシャス・オブライエン                              | 1900年11月23日 | 1929年12月9日  |                                                                            | [ 8 ]  |
| 第16代ダンボイン男爵ロバート・バトラー                                      | 1901年1月4日   | 1913年8月29日  |                                                                            | [ 17 ] |
| 第11代ウェストミーズ伯爵アンソニー・ニュージェント                          | 1901年2月4日   | 1933年12月12日 |                                                                            | [ 12 ] |
| 第3代オランモア＝ブラウン男爵ジェフリー・ブラウン                           | 1902年7月11日  | 1927年6月30日  |                                                                            | [ 9 ]  |
| 第3代ベリュー男爵チャールズ・ベリュー                                       | 1904年8月1日   | 1911年7月15日  |                                                                            | [ 15 ] |
| 第8代ダーンリー伯爵アイヴォー・ブライ                                       | 1905年3月10日  | 1927年4月10日  |                                                                            | [ 7 ]  |
| 第7代ウィックロー伯爵ラルフ・ハワード                                       | 1905年11月27日 | 1946年10月11日 |                                                                            | [ 12 ] |
| 初代カーゾン男爵ジョージ・カーゾン                                          | 1908年1月21日  | 1925年3月20日  |                                                                            | [ 7 ]  |
| 第3代アシュタウン男爵フレデリック・トレンチ                                 | 1908年11月4日  | 1915年10月28日 | 破産により失職。1946年3月20日没                                            | [ 4 ]  |
| 第11代ファーナム男爵アーサー・マクスウェル                                  | 1908年12月18日 | 1957年2月5日   |                                                                            | [ 16 ] |
| 第5代ド・ヴェシー子爵イヴォ・ヴィジー                                       | 1909年2月13日  | 1958年8月16日  |                                                                            | [ 7 ]  |
| 第5代キルメイン男爵ジョン・ブラウン                                         | 1911年4月14日  | 1946年8月27日  |                                                                            | [ 8 ]  |
| 第5代ロス伯爵ウィリアム・パーソンズ                                         | 1911年10月9日  | 1918年6月10日  |                                                                            | [ 5 ]  |
| 第5代デシーズ男爵ジョン・ベレスフォード                                     | 1912年11月18日 | 1944年1月31日  |                                                                            | [ 7 ]  |
| 第6代バンガー子爵マクスウェル・ウォード                                     | 1913年3月7日   | 1950年11月17日 |                                                                            | [ 15 ] |
| 第7代レインズバラ伯爵チャールズ・バトラー                                   | 1913年6月2日   | 1929年8月18日  |                                                                            | [ 6 ]  |
| 第10代ドロヘダ伯爵ヘンリー・ムーア                                          | 1913年11月21日 | 1957年11月22日 |                                                                            | [ 17 ] |
| 第4代ベリュー男爵ジョージ・ベリュー＝ブライアン                             | 1914年4月20日  | 1935年6月15日  |                                                                            | [ 15 ] |
| 第5代ルーカン伯爵ジョージ・ビンガム                                         | 1914年8月10日  | 1949年4月20日  |                                                                            | [ 14 ] |
| 第10代キャバン伯爵ルドルフ・ランバート                                      | 1915年9月24日  | 1946年8月28日  |                                                                            | [ 13 ] |
| 第4代クロフトン男爵アーサー・クロフトン                                     | 1916年1月10日  | 1942年6月15日  |                                                                            | [ 7 ]  |
| 第4代キルモリー伯爵フランシス・ニーダム                                     | 1916年2月14日  | 1961年1月11日  |                                                                            | [ 8 ]  |
| 第9代キングストン伯爵ヘンリー・キング＝テニソン                             | 1917年7月13日  | 1946年1月11日  |                                                                            | [ 8 ]  |
| 第8代チャールモント子爵ジェームズ・コールフィールド                         | 1918年8月19日  | 1949年8月30日  |                                                                            | [ 13 ] |
| 第8代ローデン伯爵ロバート・ジョスリン                                       | 1919年12月22日 | 1956年10月30日 |                                                                            | [ 9 ]  |